# Hans Borgström
Hans Borgström, född 25 februari 1922 i Stockholm, död 21 februari 2008, var en svensk arkitekt. Han var bror till arkitekt Per Borgström och textilkonstnär Ann Engstrand.

## Biografi
Hans Borgström läste vid Kungsholmens och Södertälje högre allmänna läroverk 1938–1942 med fortsatta studier vid Kungliga tekniska högskolan 1943–1948.
Han var anställd hos sin far Birger Borgström 1941–1942 och hos Sven A. Söderholm under somrarna 1945 och 1946. Han arbetade hos Backström & Reinius 1947–1949. 1949–1950 undervisade han i arkitektur vid School of Fine Arts vid University of Pennsylvania. 1950–1954 var han anställd av Sven Markelius innan han startade egen verksamhet tillsammans med Bengt Lindroos som de drev 1954–1968. Han fortsatte sedan i egen regi fram till 1991 då han arbetade tillsammans med Bo Almesjö, Hubert Millerlei och Hans Murman.

## Verk i urval

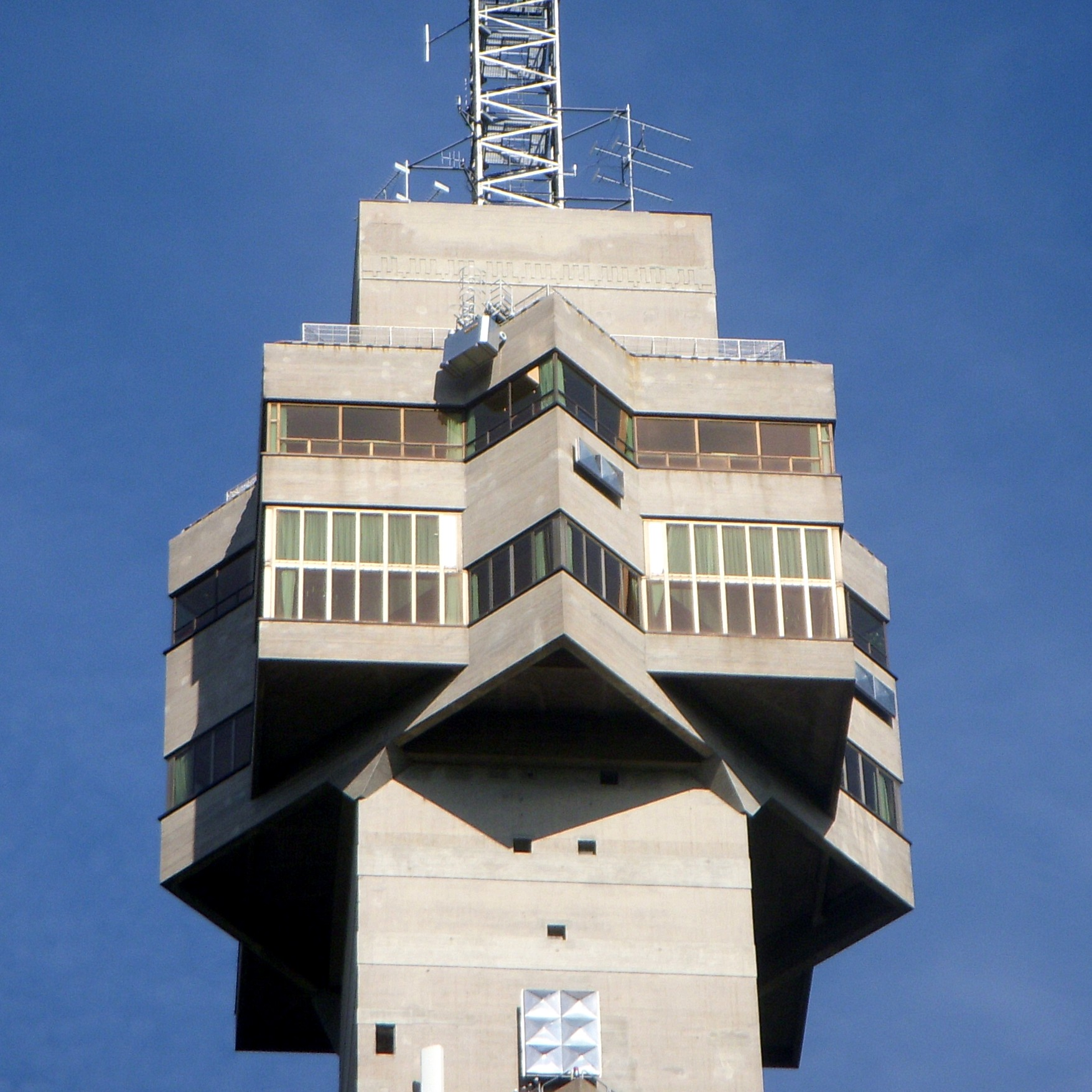
Kaknästornet (med Bengt Lindroos).

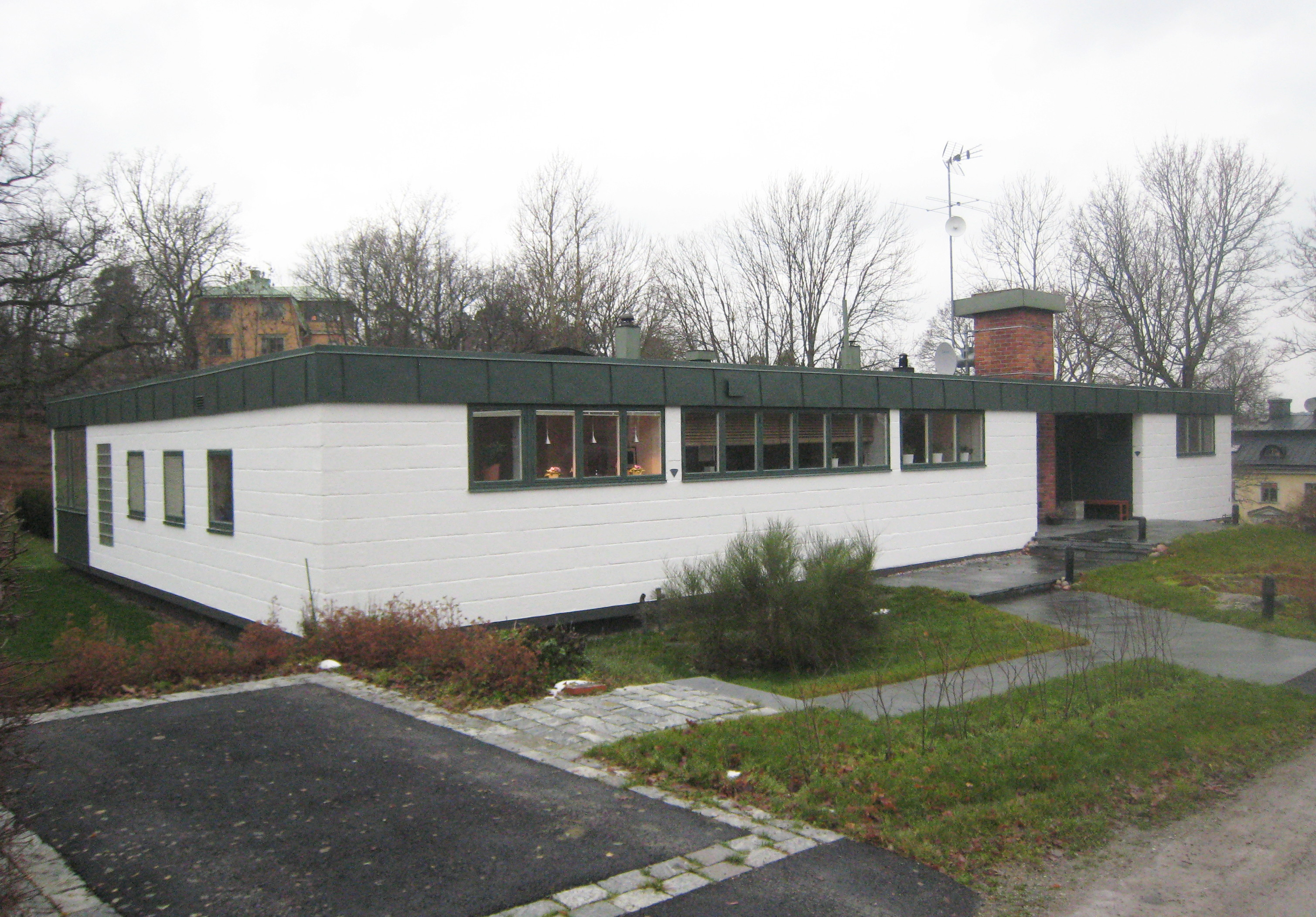
Villa Albion.

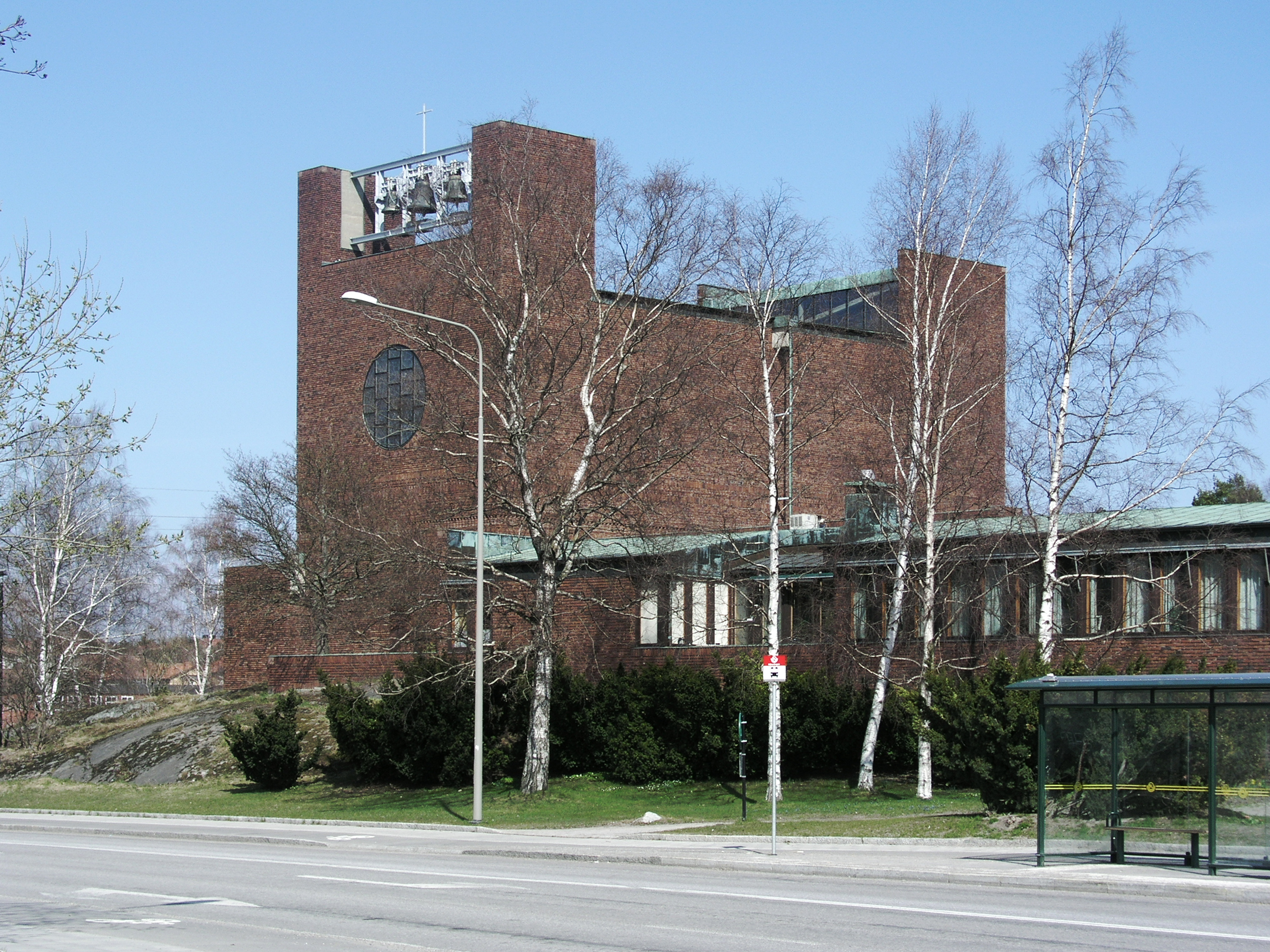
Söderledskyrkan.

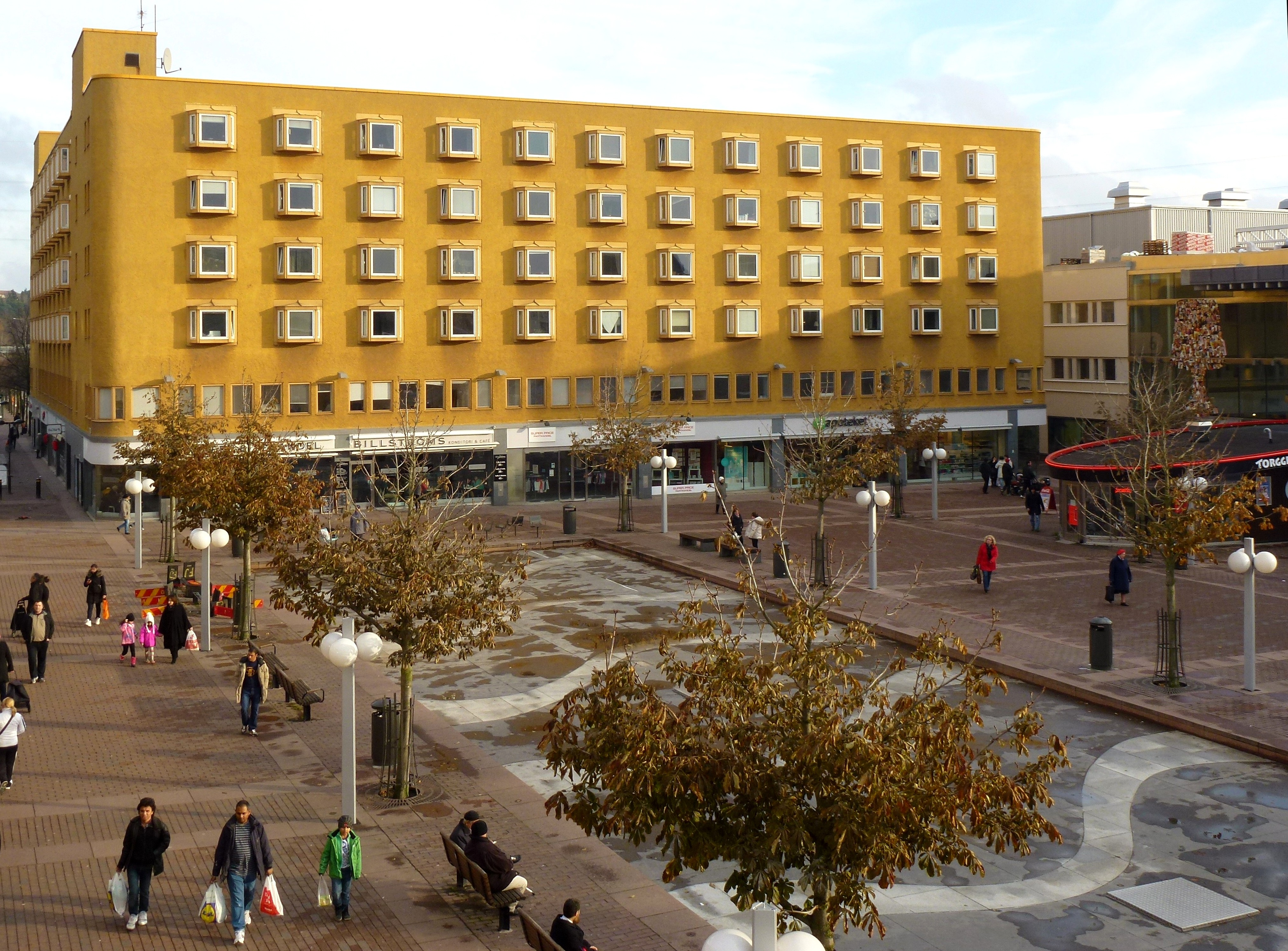
Gula huset, Skärholmen.

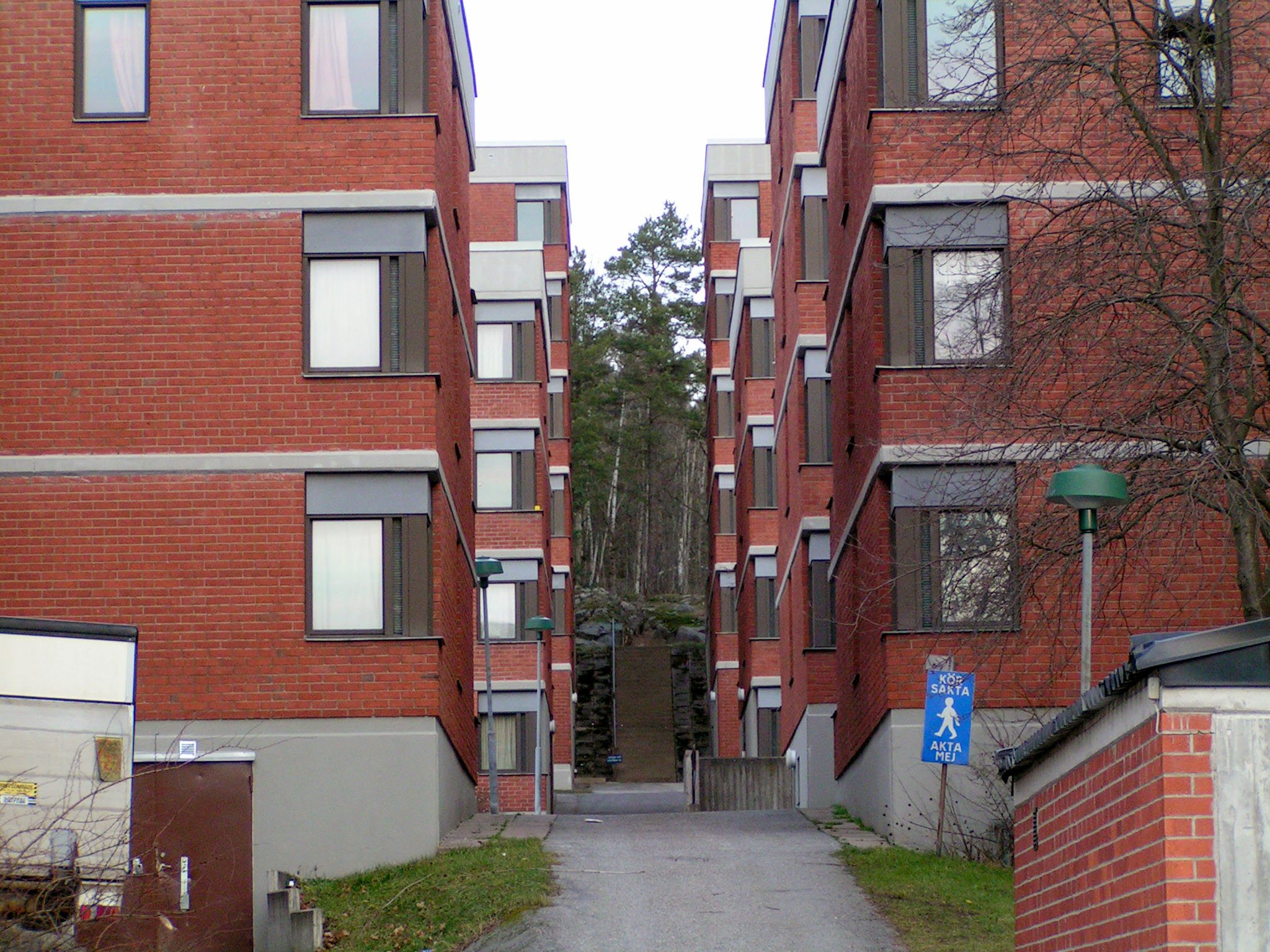
Lappkärrsberget.

### I samarbete med Bengt Lindroos
- Personalbostadshus vid Södertälje sjukhus i kv. Kronhjorten 1952–1955 (med Birger Borgström)
- Regnskydd och kiosk på Fridhemsplan, Stockholm 1953–1955
- Villa Albion, Drottningholm 1954–1956
- Villa Gustafsson, Nacka 1954–1956
- Walter G Nord, Memorial Library i American Swedish Historical Museum, Philadelphia, 1956–1957
- Inredning av Unescos bibliotek i Paris 1957–1959
- Söderledskyrkan, Stockholm 1955–1960
- Villa Holmsunds allé 21, Gävle 1961–1963
- Holmsunds Park dispositionsplan, Gävle 1961–1963
- Villa Spangenberg i Holmsunds Park, Gävle 1961–1968
- Brunnsängsskolan, Södertälje 1962–1964
- Kaknästornet, Stockholm 1962–1967
- Domusvaruhus i Skärholmens centrum 1963–1968;
- Stora Lappkärrsberget, stadsplan, Frescati, Stockholm 1962–1964
- Stora Lappkärrsberget (Lappis), etapp I, 220 familjebostäder och värmecentral med verkstäder, Frescati, Stockholm 1964–1967

### Egen verksamhet från 1968
- Stora Lappkärrsberget (Lappis), etapp II, 1800 enkelrum för studenter, Frescati, Stockholm 1968–1970
- Om- och tillbyggnad av Västerledskyrkan i Bromma 1966–1982
- 620 studentfamiljbostäder i kvarteret Kvarntullen, Rinkeby, Stockholm 1966–1973
- The Swedenborg Room i American-Swedish Historical Museum, Philadelphia, 1968–1969
- Pax studentbostadshus i kvarteret Generalen, Västra Skogen, Solna 1968–1969
- Elevbostadshus vid Nacka sjukhus, Nacka 1968–1971
- Personalbostäder för Karolinska sjukhuset, Fogdevreten, Solna 1970–1973;
- Gula huset i Skärholmens centrum 1973–1975
- Eneby torg, centrumanläggning i Enebyberg, Danderyds kommun 1973–1976
- Bostadshus för elever, lärare och gäster vid Skogshögskolan, Garpenberg 1973–1977
- Kista brandstation, Kista, 1974–1980
- Molanders Fotohus, Skärholmen, 1974–1982
- Ektorp centrum, Nacka, 1976–1980;
- Brännkyrka brandstation, Älvsjö, Stockholm 1975–1980
- Kvarnen, Socialt servicehus i Jakobsberg 1878–1981
- Kontorshus för SPP i kvarteret Oxen Mindre, Stockholm 1978–1982

### I samarbete med Almesjö, Millerlei och Murman
- Stocksunds centrum, bostäder, servicelägenheter, butiker och gemensamhetslokaler, Danderyds kommun 1979–1984
- Handens brandstation, Haninge kommun 1981–1984
- Vårdcentral och butikshus, Djursholms torg, Danderyds kommun 1981–1983
- Ramundberget, Härjedalen, om- och tillbyggnad av Fjällgården 1980–1982, Fjällbyn 1982–1984, gästhus 1985
- Kvarteret Frimuraren 13, Lidingö 1981–1984, om- och tillbyggnad av pensionärsbostäder (Gustav V:s Stiftelse);
- Kontorshus, kvarteret Valen, Huddinge 1986–1988
- Kontorshus, Kungsängens centrum, Upplands-Bro kommun 1986–1989